# Formato de disco
El formato de disco es un conjunto de operaciones informáticas, independientes entre sí, físicas o lógicas, que permiten restablecer un disco duro, una memoria USB, una partición del disco duro o de la memoria USB o cualquier otro dispositivo de almacenamiento de datos a su estado original, u óptimo para ser reutilizado o reescrito con nueva información. Esta operación puede borrar, aunque no de forma definitiva, los datos contenidos en él. En algunos casos esta utilidad puede ir acompañada de un particionado de disco. 

## Formato a bajo y de alto nivel

Esta imagen es una representación característica del plato de un Disco Duro. En realidad, el número de sectores por cada pista suele ser de hasta miles.

Es realizado por software y consiste en colocar marcas en la superficie de óxido metálico magnetizable de Cromo o Níquel, para dividirlo en pistas concéntricas y estas, a su vez, en sectores los cuales pueden ser luego referenciados indicando la cabeza lectora , el sector y cilindro que se desea leer. El tamaño estándar de cada sector es de 512 bytes.
Las pistas se dividen en áreas más pequeñas o sectores, que se utilizan para almacenar una cantidad fija de datos. Los sectores se formatean normalmente para contener 512 bytes de datos (hay 8 bits en un byte).

### Formato a bajo nivel (formateo físico)
En un formateo a bajo nivel, también conocido como formateo físico entran en funcionamiento un tipo de mecánicas únicas para eliminar los datos, de forma que el disco queda exactamente igual a su estado de fábrica. Por lo general todos los fabricantes realizan un formateo a bajo nivel en sus unidades una vez están listas para ser empaquetada. 
También conocido como formato físico deja el disco duro realmente sin datos. Veamos, lo que ocurre es que el cabezal de escritura del disco (el que cambia el magnetismo de los sectores), pasará por cada sector del disco eliminando los datos que se puedan encontrar en él y marcando cada sector como vacío. Esto provoca que cualquier dato que haya en ese disco quede completamente borrado. Este es el principal motivo de que sea tan lento este tipo de formateo, ya que el cabezal tiene que escribir todos y cada uno de los sectores del disco.
Hoy en día, con la tecnología de la que disponen los discos duros normales no suele ser necesario realizar un formateo a bajo nivel, además de que ya vienen de serie con este tipo de formato y no se pierde la disposición de sectores aunque haya escrituras erróneas, es más, hay ocasiones en las que un formateo físico puede llegar a dañar un disco duro.

Normalmente sólo los discos flexibles necesitan ser formateados a bajo nivel. Los discos duros vienen formateados de fábrica y nunca se pierde el formato por operaciones normales incluso si son defectuosas (aunque sí pueden perderse por campos magnéticos o altas temperaturas). Actualmente los discos duros vienen con tecnología que no requiere formato a bajo nivel, en algunos casos particulares, como la frecuente incidencia de un formateo físico, el disco duro podría dañarse.
Una vez que un disco duro se haya formateado físicamente, las propiedades magnéticas del revestimiento del plato pueden deteriorarse gradualmente. Por lo tanto, esto hace cada vez más difícil que los cabezales de lectura/escritura lean o escriban datos en los sectores del disco afectados. Los sectores que ya no pueden utilizarse para registrar datos se conocen como sectores defectuosos. Afortunadamente, la calidad de los discos modernos es tan elevada que los sectores defectuosos de este tipo son raros. Además, los sistemas operativos modernos en general pueden determinar cuándo un sector es defectuoso y, si es así, marcar el sector como tal (de manera que nunca sea usado) y usar un sector alternativo.

### Pasos para realizar un formato de bajo nivel
Antes del formateo:Realizar una copia de seguridad.
- Buscar la información básica de tu equipo (potencia de procesador, RAM, Disco duro)
- Tener listo un dispositivo Live USB o algún otro dispositivo booteable con un sistema operativo funcional.
- Configuración previa de la BIOS

Ya con estas herramientas listas podemos dar inicio al formateo de nuestra unidad y el cambio del sistema operativo mediante los siguientes pasos:
1. Conectar el dispositivo booteable y apagar el equipo.
2. Encenderlo entrando a la configuración de la Bios para seleccionar el dispositivo de arranque.
3. Pulsar F10 para iniciar el equipo desde el dispositivo booteable.
4. A continuación el equipo iniciara desde los parámetros necesarios para la instalación del nuevo sistema operativo.
5. Solo resta seguir los pasos indicados por el mismo sistema para terminar una instalación exitosa.

### Formato de alto nivel (formateo lógico)
A diferencia de cuando hacemos un formato a bajo nivel, en este caso no realizamos ninguna modificación física en el disco, se basa únicamente en la asignación de los tamaños de sectores y la tabla de archivos. Pero a fin de cuentas podría decirse que es un formateo rápido Archivado el 20 de abril de 2021 en Wayback Machine. o parcial.
Lo único que se hace en el formato de alto nivel va a ser tomar el sistema de archivos asignados a los sectores y editarlo para 'indicar' que no hay datos en estos. Esto provoca la pérdida de datos de forma inmediata, y aunque realmente no están eliminados y pueden ser en su mayor parte recuperables, el problema principal es que dejan de existir las referencias a los archivos y por tanto todos los detalles sobre los mismos. Es verdad que se pueden recuperar datos de un disco duro formateado, también es verdad que en muchos casos o tenemos datos desordenados o simplemente se pierden gran parte en la recuperación. Un formato lógico nos sirve para de forma rápida, volver a tener el disco duro vacío (aunque los datos sigan ahí), y por tanto poder volver a utilizar todo el espacio, el cual se irá reescribiendo de manera parcial cada vez que guardemos información en los sectores. Una vez escrita información sobre la que ya había datos, no se pueden volver a recuperar los anteriores, ya que cambiamos la magnetización de los sectores, de modo que al utilizar toda la capacidad del disco duro después de un formato lógico, los archivos anteriores se habrán sobrescrito, de manera que se habrán perdido de manera definitiva.

### Estructura de un disco
Durante la operación de formato de bajo nivel se establecen las pistas y los sectores de cada plato. La estructura es la siguiente:
- Pistas, varios miles de círculos concéntricos por cada plato del disco duro que pueden organizarse verticalmente en cilindros.
  - Sector, varios cientos por pista. El tamaño individual suele ser de 512 bytes.
    - Preámbulo, que contiene bits que indican el principio del sector y a continuación el número de cilindro y sector.
    - Datos.
    - ECC, que contiene información de recuperación para errores de lectura. Este campo es variable y dependerá del fabricante.

La suma del tamaño de estos tres componente del sector darán como resultado el tamaño del secterable en el disco, equivalente al espacio existente entre cada sector, el tamaño del preámbulo y del ECC. Esta pérdida es equivalente al 10% del espacio del disco. Por cuestiones publicitarias el espacio perdido suele anunciarse como espacio disponible para el almacenamiento de datos. Por ello, de un disco duro de 20 GB estarán disponibles 18 GB.

#### Limitación en la velocidad de lectura
El formateado de bajo nivel impide una mayor velocidad en la lectura de datos, independientemente de la interfaz. Esta lectura se verá condicionada únicamente por la velocidad del disco (en rpm), la cantidad de sectores por pista y la cantidad de información por sector.

#### Intercalado de disco
El buffer del disco será un factor fundamental y muy importante en la velocidad de lectura. Si un Buffer tiene una capacidad de almacenamiento de un sector, tras leer tal sector, deberá transmitir la información a la memoria principal; Este tiempo de transmisión será suficiente para que el sector contiguo se haya desplazado de la cabeza lectora y por tanto haya que esperar una nueva vuelta completa del disco para leer el sector. Una operación de lectura pierde cantidades despreciables de tiempo, pero que a grandes rasgos resultan en pérdidas de segundos o minutos. Para ello, se recurre al intercalado de disco, procedimiento consistente en numerar los clústers de forma no contigua o separados entre sí, de manera que después de la transmisión de datos a la memoria principal no haya que esperar una rotación completa. El intercalado puede ser simple o doble, según la velocidad de transmisión de datos del buffer.
Donde a muestra sectores sin intercalado, b muestra sectores con intercalado simple y c muestra un intercalado doble.

## Particionado de disco

### En discos duros
El Particionado de disco puede ser un paso intermedio entre el formato de bajo nivel y el de alto nivel, en todo caso, será un paso imprescindible para poder realizar un formateo de alto nivel, ya que en el caso de los discos duros, solo puede realizarse a particiones individuales. No obstante, el formato de alto nivel puede realizarse en particiones preexistentes de un particionado anterior, lo cual no obliga a realizar un nuevo particionado cada vez que se desee hacer un formato de alto nivel.
Cada disco duro admite un máximo de 4 Particiones primarias; una de ellas, podrá ser una 'Partición Extendida' (que es un tipo de 'Partición Primaria') y dentro de esta, pueden crearse una o más particiones del tipo 'Partición Lógica' [en realidad, la limitación a cuatro particiones primarias, no es intrínseca a los discos duros, sino a su tabla de particiones; usualmente, la tabla de particiones es el tipo ms-dos, que es la que encuentra esta limitación a cuatro particiones primarias. Sin embargo, existen otro tipo de tablas de particiones como la Tabla de particiones GUID que, en sistemas de 64bits, podría permitir hasta 128 particiones primarias. Además, las tablas de particiones GPT, prescinden completamente del concepto de 'Partición Extendida' y, consecuentemente, 'Partición Lógica': sólo utiliza 'Particiones Primarias'].
Desde el punto de vista lógico, cada partición primaria o lógica será un disco individual; al que cualquier sistema Windows le asignará una letra, comenzando habitualmente por C. El orden de prioridades en la asignación de letras de unidad de forma estándar siempre comenzará por las unidades de disquete (a y b) continuando por las unidades (particiones) de Disco duro (c,d ...), unidades ópticas (continuando el orden anterior) y unidades flash. No obstante este orden puede ser alterado. En sistemas Linux se denominarán mediante el prefijo hda o sda seguido del número de partición. La primera partición siempre será hda0 o sda0.

## Formato de alto nivel
El formato lógico, de alto nivel o también llamado sistema de archivos, puede ser realizado habitualmente por los usuarios, aunque muchos medios vienen ya formateados de fábrica. El formato lógico implanta un sistema de archivos que asigna sectores a archivos. En los discos duros, para que puedan convivir distintos sistemas de archivos, antes de realizar un formato lógico hay que dividir el disco en particiones; más tarde, cada partición se formatea por separado.
El formateo de una unidad implica la eliminación de los datos, debido a que se cambia la asignación de archivos a clústers (conjunto de sectores contiguos, pero que el sistema distribuye a su antojo), con lo que se pierde la vieja asignación que permitía acceder a los archivos. 
Cada sistema operativo tiene unos sistemas de archivos más habituales:
- Windows: ExFAT, FAT, FAT16, FAT32, NTFS, EFS.
- Linux: ext2, ext3, ext4, JFS, ReiserFS, Reiser4, XFS.
- Solaris: UFS, ZFS.
- Mac OS: HFS, HFS+.
- IBM: JFS, GPFS.
- Discos Ópticos: UDF.

Antes de poder usar un disco para guardar información, éste deberá ser formateado. Los discos movibles (disquetes, CD, USB, Unidad Zip, etc.) que se compran normalmente ya se encuentran formateados pero puede encontrar algunos no formateados de vez en cuando. Un disco duro nuevo, o un dispositivo para grabar en cinta, pueden no haber sido pre-formateados.
Habitualmente, un formateo completo hace las siguientes cosas: 
- Borra toda la información anterior (incluyendo obviamente virus porque son software)
- Establece un sistema para grabar disponiendo qué y dónde se ubicará en el disco.
- Verifica el disco sobre posibles errores físicos o magnéticos que pueda tener lugar en el ordenador.